# Citroën C5 X
Pour les articles homonymes, voir Citroën C5.
La Citroën C5 X est une voiture familiale routière typée crossover du constructeur automobile français Citroën commercialisée depuis 2021 en Chine, où elle est produite, et 2022 en Europe. Elle est la troisième génération de C5.

## Présentation
La 3e génération de Citroën C5 (code interne E43) est présentée le 12 avril 2021.
Elle propose une silhouette inspirée de ses prédécesseuses, les Citroën DS, XM, CX, et C6 avec un long capot, un porte-à-faux arrière réduit au minimum, et une absence de malle remplacée par un hayon, surmonté de 2 becquets arrière. Moitié berline, moitié break avec quelques accents de SUV, la C5 X est à la croisée des chemins. Son nom fait référence aux CX, XM mais aussi à son style crossover, en ajoutant un « X » : C5 X.
Dongfeng Citroën démarre la production dans son usine de Chengdu en juin 2021. Dès la fin de l'année 2021, les premiers exemplaires sont exportés vers l'Europe depuis le port de Shanghai à destination du port de Zeebruges, en Belgique.  L'objectif initial de Citroën est d'exporter plus d'un tiers de la production totale hors de Chine.

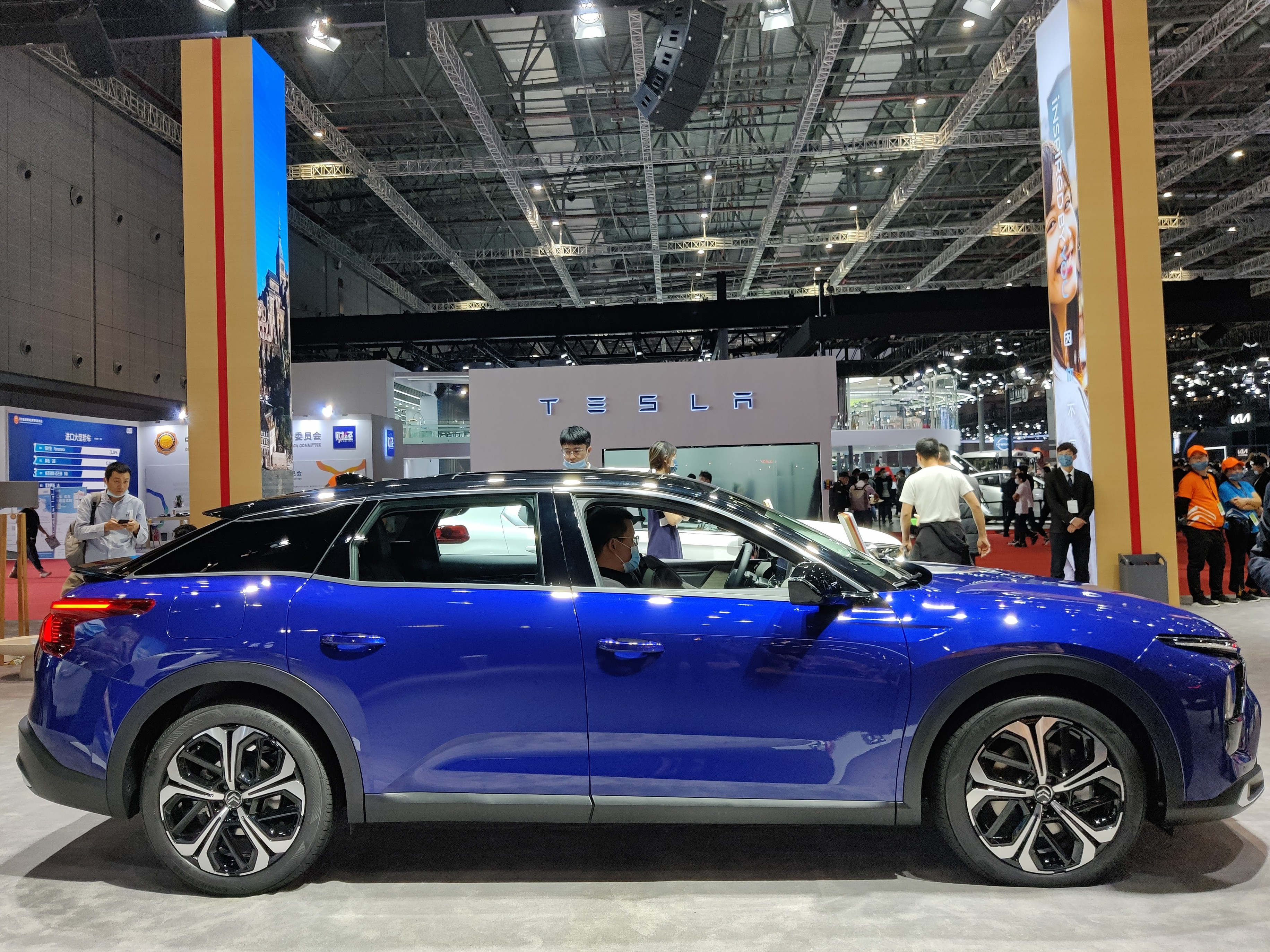
Vue de profil
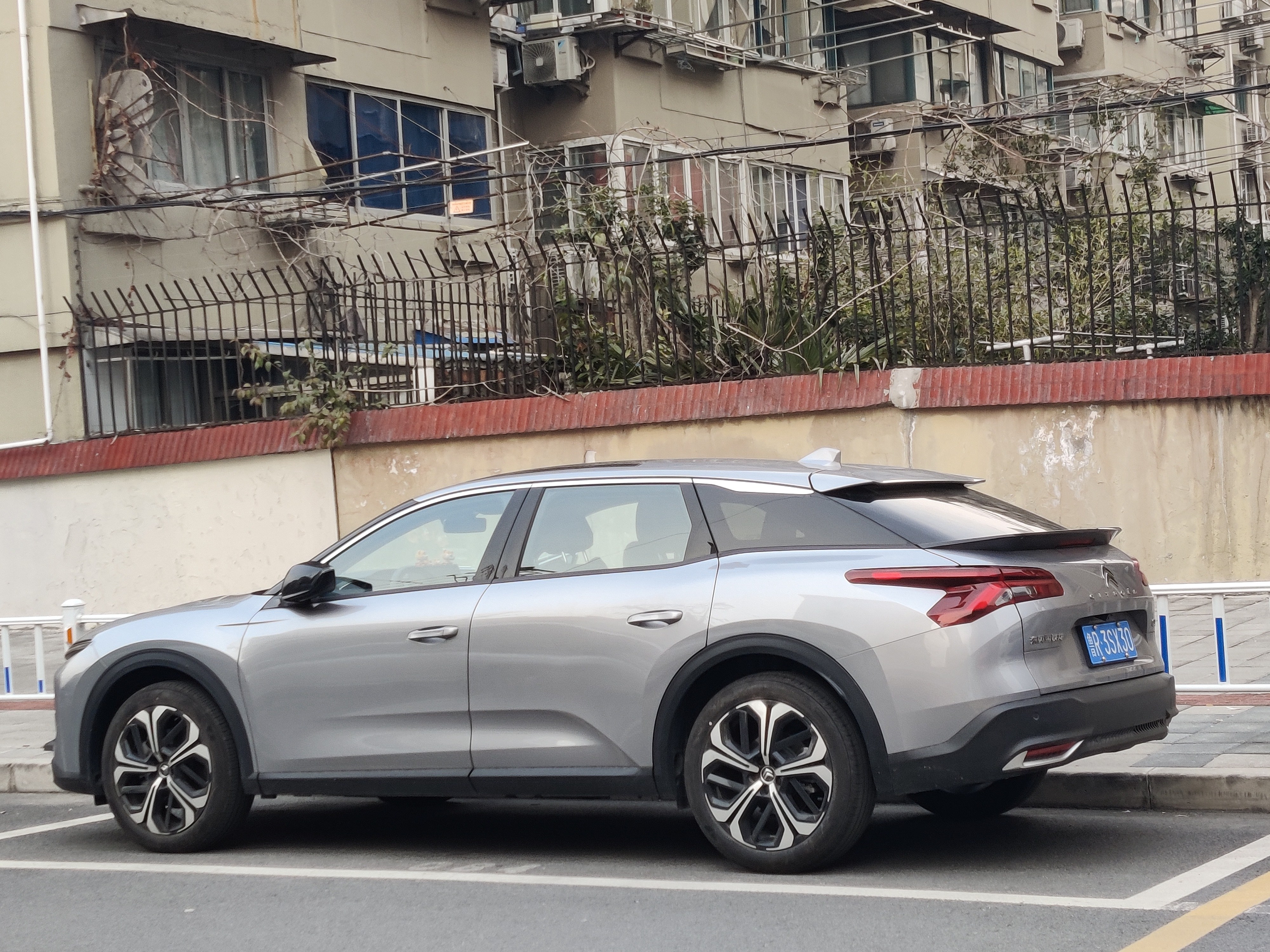
Vue de 3/4 arrière
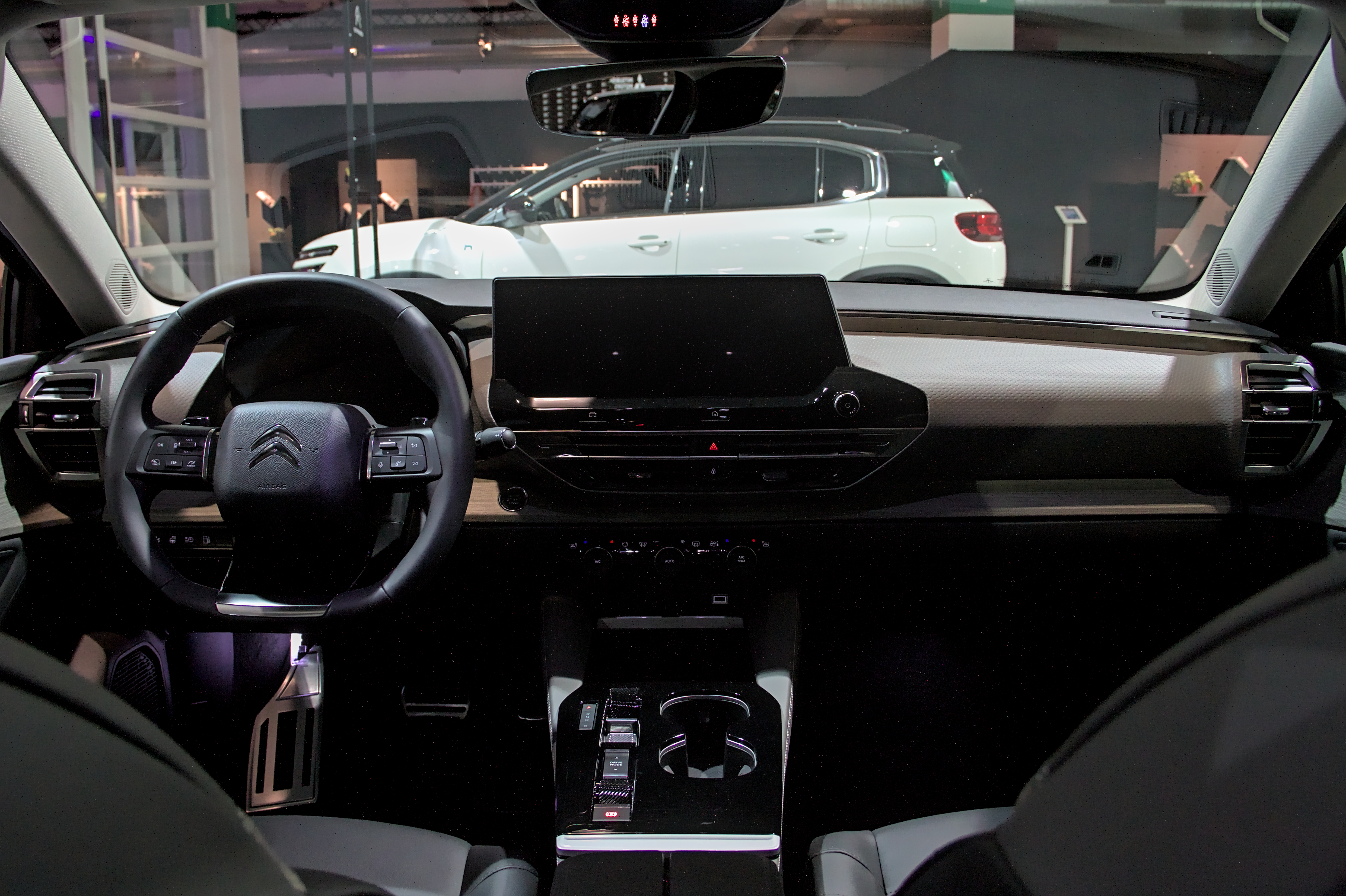
Intérieur

## Caractéristiques techniques
Elle repose sur la plate-forme EMP2-V3, dans la version à empattement long repris par la suite sur le crossover Peugeot 408,.

### Habitacle
La Citroën C5 X propose une dalle numérique de 12,3 pouces similaire à celle de la Peugeot 3008 II et inaugure un nouveau système audio de la marque, constitué de haut-parleurs intégrés dans les appuis-tête.
L'intérieur de la C5 X a été dessiné par Diogo Jo, tandis que son design extérieur est la réalisation de Frédéric Angibaud.

### Confort
La Citroën C5 X reprend les caractéristiques du programme Citroën Advanced Comfort, c'est-à-dire de nouvelles suspensions, des assises avec une mousse confortable à mémoire de forme et une nouvelle technique de collage structurel permettant d'améliorer l'insonorisation de l'habitacle et son isolation des vibrations. Chaque amortisseur comporte deux butées hydrauliques progressives, une pour chaque sens.
De plus, pour une meilleure habitabilité, la nouvelle C5 utilise l'empattement maximal de la plateforme technique EMP2 qui est de 2,84 m.

### Motorisations
La Citroën C5 X est disponible en essence, et avec une nouvelle architecture hybride essence rechargeable disponible depuis 2019 dans le Groupe PSA.
L'architecture hybride rechargeable est composé d'un bloc essence 1.6 PureTech et d'un moteur électrique portant la puissance totale à 180 ou 225 ch. La batterie de 12,4 kWh des versions hybrides rechargeables se trouve sous le plancher.
Les boîtes automatiques EAT8, développées avec Aisin, sont les seules disponibles au lancement.
Dès 2023, la C5 X reçoit le moteur 1.2 PureTech mis à jour avec une micro hybridation et une boîte à double embrayage. Cet ensemble remplace le moteur 1.2 PureTech de 130 ch. Sa puissance est légèrement plus élevée et atteint les 136 ch. La consommation de carburant doit être réduite jusqu'à 15 %. Le PureTech avec micro hybridation dispose d'une batterie de 0,9 kWh permettant de rouler à 100 % en électrique sur 1 km environ.
|                                  | 1.2 PureTech                   | 1.6 PureTech                   | Hybride rechargeable                        |
| -------------------------------- | ------------------------------ | ------------------------------ | ------------------------------------------- |
| Moteur                           | 3-cylindres en ligne (type EB) | 4-cylindres en ligne (type EP) | 4-cylindres en ligne (type EP)              |
| Cylindrée                        | 1 199                          | 1 598                          | 1 598                                       |
| Puissance maximale (ch)          | 130                            | 180                            | 180 + 110 225 combinés                      |
| au régime de (tr/min)            |                                |                                |                                             |
| Couple maximal (N m)             | 230                            | 250                            | 250 + 320 360 combinés                      |
| au régime de (tr/min)            |                                |                                |                                             |
| Boîte de vitesses                | EAT8 (automatique 8 vitesses)  | EAT8 (automatique 8 vitesses)  | e-EAT8 (automatique 8 vitesses électrifiée) |
| Poids à vide (en kg)             | 1 418                          | 1 467                          | 1 722                                       |
| Capacité du réservoir (en L)     | 53                             | 53                             | 40                                          |
| Vitesse maximale (en km/h)       | 210                            | 230                            | 233 (135 en électrique)                     |
| 0-100 km/h (en s)                | 10.4                           | 8.1                            | 7.8                                         |
| Consommation mixte (en l/100 km) | 6                              | 6.5 à 6.6                      | 1.3                                         |
| Émissions de CO2 (en g/km)       | 135 à 137                      | 147 à 149                      | 29 à 30                                     |

## Finitions
Niveaux de finition disponibles en France au lancement de la C5X :
- Feel
- Feel Pack
- Shine
- Shine Pack

En septembre 2023, les niveaux de finitions deviennent :
- You
- Plus
- Max

### Séries spéciales
- Year of the Tiger (2022, Chine)[14]
- FM Edition, (2022, Chine)[15]
- Hypnos (2023, Europe)[16]

## Concept car

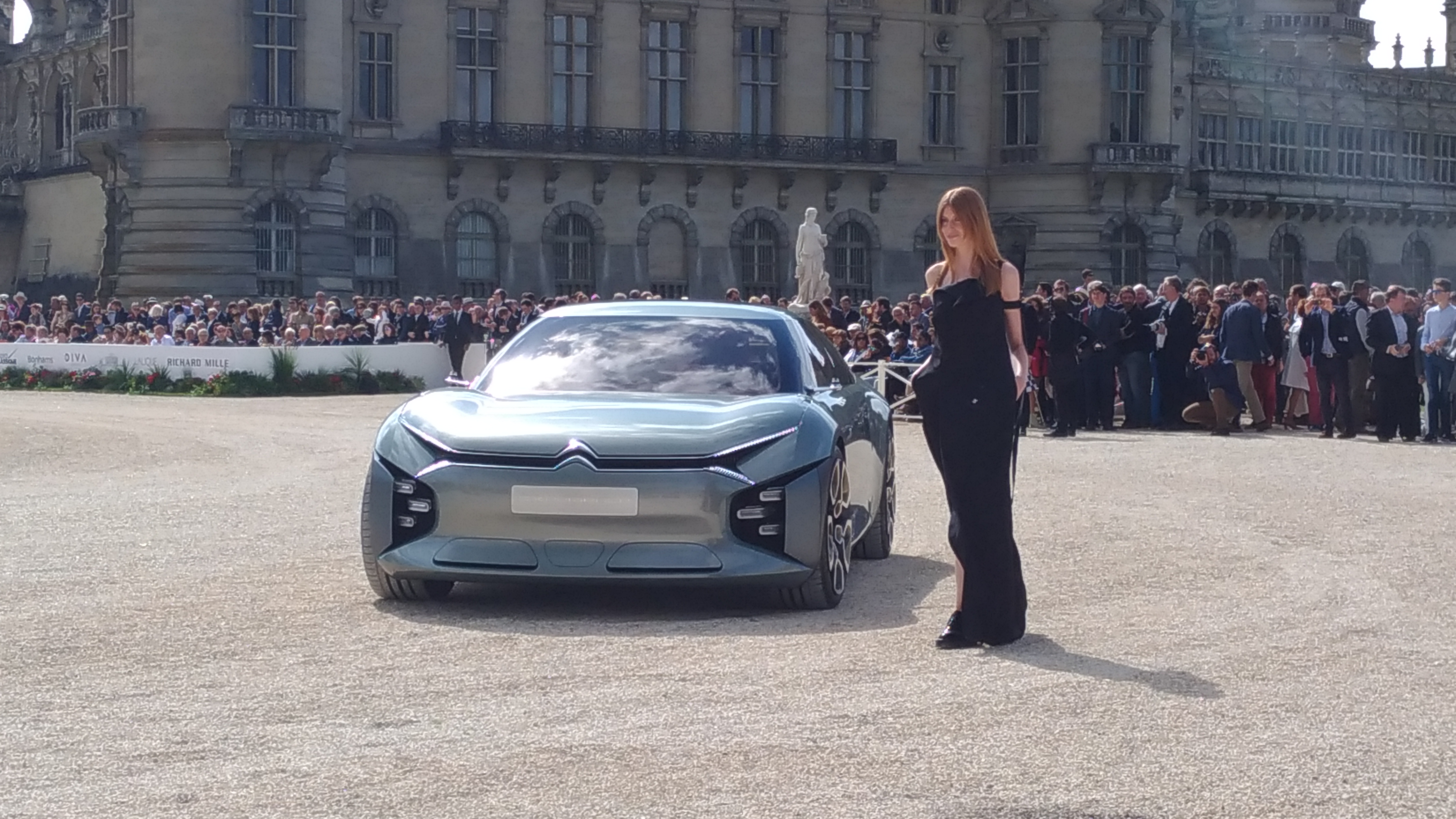
Citroën CXperience

Le design de la C5 X est préfiguré par le concept car Citroën CXperience présenté au Mondial de l'automobile de Paris 2016.